# Kamjanka-Dniprovska
Kamjanka-Dniprovska (ukrajinsky Кам'янка-Дніпровська; rusky Каменка-Днепровская – Kamenka-Dněprovskaja) je město v Záporožské oblasti na Ukrajině. Leží ve vzdálenosti 135 kilometrů jihovýchodně od Záporoží na jižním břehu Kachovské přehrady na Dněpru, naproti Nikopolu, v rovinaté a stepní krajině. Asi 15 km východně je situována elektrárna v Enerhodaru.
V roce 2021 ve městě žilo 12 332 obyvatel. Od počátku ruské invaze na Ukrajinu je město okupováno Ruskou federací.

## Dějiny

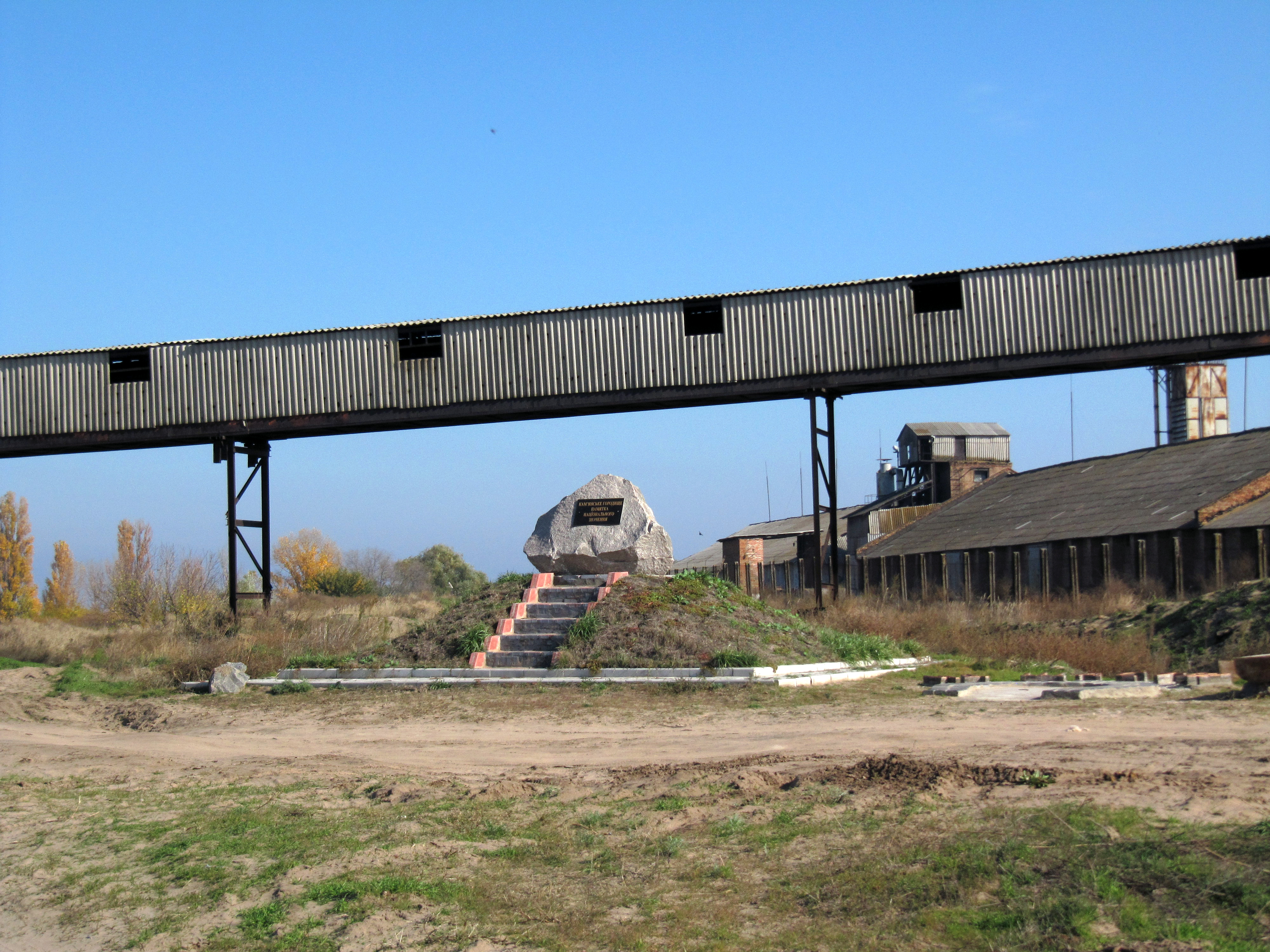
Označení hradiště

Oblast je významnou archeologickou lokalitou kultur od doby bronzové do středověku.
V roce 1701 zde Ruské impérium postavilo pevnost Kamennyj Zaton ("Kamenné stojaté vody"), navazující na kozácké osady na severní straně řeky Dněpru.
Kamjanka-Dniprovska byla založena v roce 1786 jako Mala Znamjanka (Мала Знам'янка), v roce dostala jméno Kamjanka na Dnipri (Кам'янка на Дніпрі) a v roce 1944 byla přejmenována na současné jméno.
Městem je od roku 1957. V roce 1972 zde žilo 16 900 lidí a v lednu 1989 17 906 lidí, což bylo maximum, od té doby hustota osídlení klesá.

## Hospodářství
Ve městě jsou průmyslové závody potravinářské (konzervárna, mlékárna, rybárna Rybhosp), závod na krmné směsi říční přístav.

## Památky

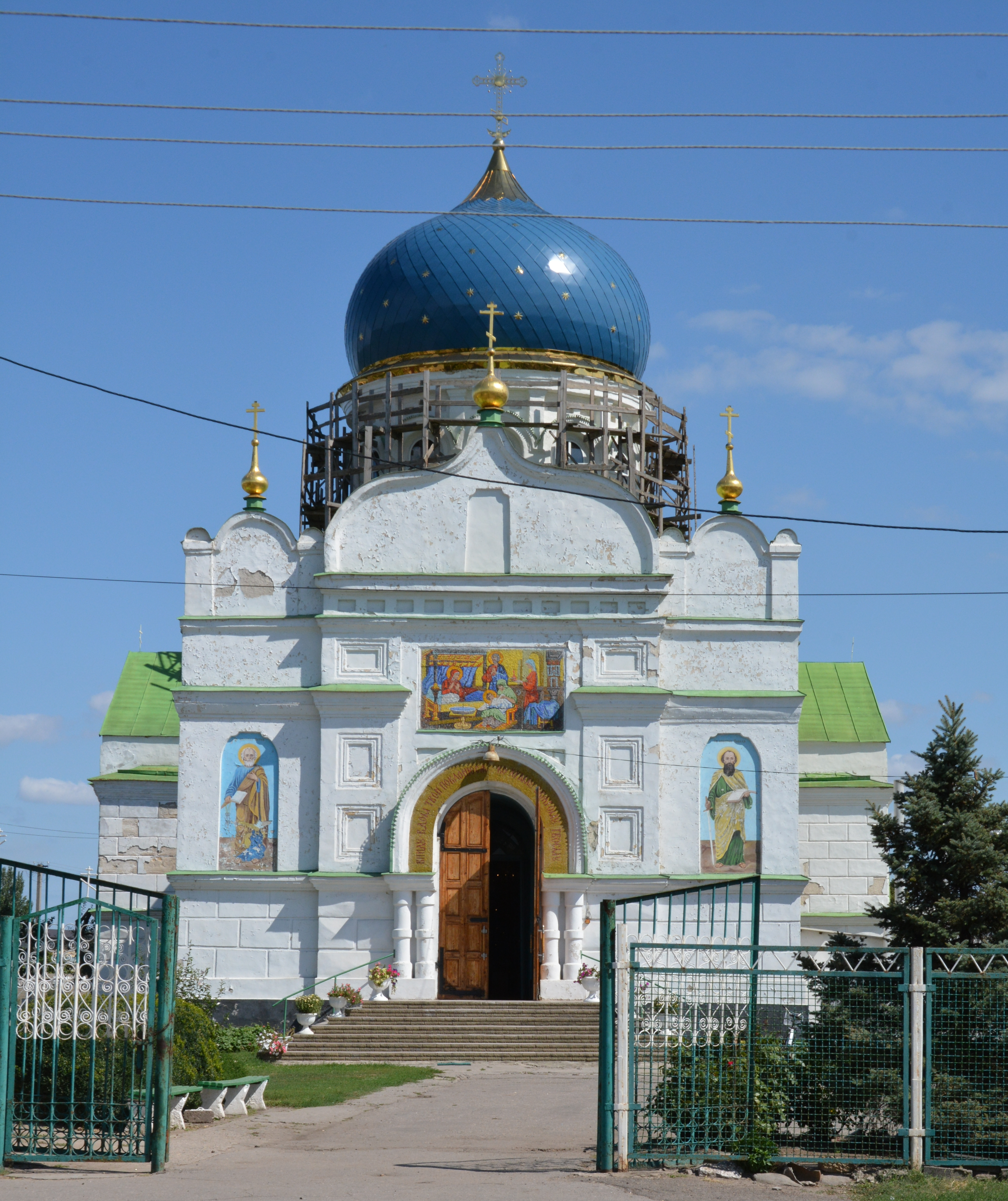
Portál chrámu Bohorodičky

- Hradiště - archeologická lokalita (dochoval se jen hliněný val)
- Chrám Narození Bohorodičky se zvonicí, postaven po roce 1786
- Historické a archeologické muzeum, v městském parku, otevřeno roku 1963. Exponáty pocházejí z mnoha archeologických výzkumů osad Kamjanka a Mamaj Gora, kde byla nalezena mohyla světového významu, a tří skytských osad. Základem expozice je sbírka 813 exponátů Innokentyje Petrovyče Grjaznova. K budově přiléhá bývalá strážní věž kostela.

Dominantou světového významu bývala mohyla Mamaj Hora, pohřebiště užívané od doby bronzové až do středověku. Celkový počet pohřbů se odhaduje na více než 500, 180 z nich bylo prozkoumáno.